# 독립기념일

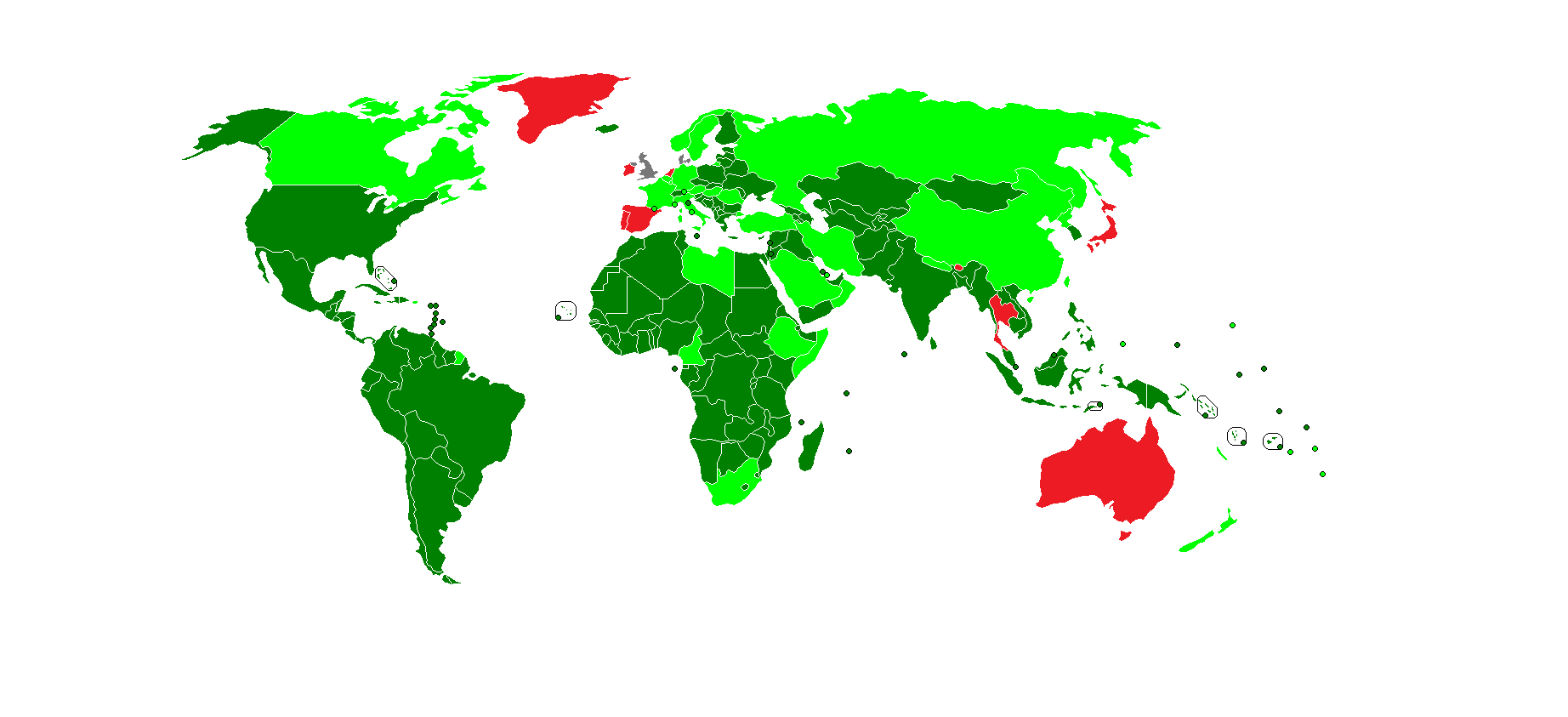
독립기념일
다른 의미의 국경일 (건국기념일)
공식적인 국경일 없음
독립을 하였으나 독립기념일이 없거나, 한 번도 식민지 피지배를 당하지 않았거나, 다른 의미를 가진 국경일을 독립기념일 취급하는 등의 기타 경우

독립기념일(영어: Independence Day, 獨立記念日)은 다른 나라의 식민지 지배에서 벗어나 독립 국가로서의 지위를 획득한 것을 기념하는 날이다. 독립기념일은 때때로 국경일이기도 하다.
독립기념일은 국가의 독립 혹은 국가가 세워진 날을 기념하는 연례 행사로, 일반적으로 타 국가 또는 국가의 단체 또는 일부가 된 후 또는 군 점령 후, 드물게는 국가의 기반이 완전히 뒤바뀐 날이 독립기념일로 정해진다. 세계의 많은 국가가 식민지 제국으로부터의 독립을 기념한다. 미국의 정치 평론가인 Walter Russell Mead는 "전 세계적으로, 영국의 식민지배에서 독립한 것을 기념하는 날은 하루도 빠짐없이 있습니다."라고 말한 적이 있다.

## 독립기념일 목록
| 국가                  | 독립 연도 | 독립 날짜 | 지배 국가                         |
| --------------------- | --------- | --------- | --------------------------------- |
| 가나                  | 1957년    | 3월 6일   | 영국                              |
| 가봉                  | 1960년    | 8월 17일  | 프랑스                            |
| 가이아나              | 1966년    | 5월 26일  | 영국                              |
| 감비아                | 1965년    | 2월 18일  | 영국                              |
| 과테말라              | 1821년    | 9월 15일  | 스페인 제국                       |
| 그레나다              | 1974년    | 2월 7일   | 영국                              |
| 그리스                | 1821년    | 3월 25일  | 오스만 제국                       |
| 기니                  | 1958년    | 10월 2일  | 프랑스                            |
| 기니비사우            | 1973년    | 9월 24일  | 포르투갈                          |
| 나미비아              | 1990년    | 3월 21일  | 남아프리카 공화국                 |
| 나우루                | 1968년    | 1월 31일  | 영국 오스트레일리아 뉴질랜드      |
| 나이지리아            | 1960년    | 10월 1일  | 영국                              |
| 남수단                | 2011년    | 7월 9일   | 수단                              |
| 남아프리카 공화국     | 1931년    | 12월 11일 | 영국                              |
| 네덜란드              | 1581년    | 7월 26일  | 스페인 제국                       |
| 노르웨이              | 1814년    | 5월 17일  | 덴마크                            |
| 노르웨이              | 1905년    | 6월 7일   | 스웨덴                            |
| 니제르                | 1960년    | 8월 3일   | 프랑스                            |
| 니카라과              | 1821년    | 9월 15일  | 스페인 제국                       |
| 대한민국              | 1919년    | 3월 1일   | 일본 제국                         |
| 대한민국              | 1945년    | 8월 15일  | 일본 제국                         |
| 도미니카 공화국       | 1821년    | 2월 27일  | 스페인 제국                       |
| 도미니카 공화국       | 1844년    | 2월 27일  | 아이티                            |
| 도미니카 연방         | 1978년    | 11월 3일  | 영국                              |
| 동티모르              | 2002년    | 5월 20일  | 포르투갈                          |
| 라트비아              | 1918년    | 11월 18일 | 러시아 제국 독일 제국             |
| 라이베리아            | 1847년    | 7월 26일  | 미국                              |
| 레바논                | 1943년    | 11월 22일 | 프랑스                            |
| 레소토                | 1966년    | 10월 4일  | 영국                              |
| 루마니아              | 1877년    | 5월 9일   | 오스만 제국                       |
| 르완다                | 1962년    | 7월 1일   | 벨기에                            |
| 리비아                | 1951년    | 12월 24일 | 이탈리아                          |
| 리투아니아            | 1918년    | 2월 16일  | 러시아 제국 독일 제국             |
| 마다가스카르          | 1960년    | 6월 26일  | 프랑스                            |
| 말라위                | 1964년    | 7월 6일   | 영국                              |
| 말레이시아            | 1957년    | 8월 31일  | 영국                              |
| 말리                  | 1960년    | 9월 22일  | 프랑스                            |
| 멕시코                | 1810년    | 9월 16일  | 스페인 제국                       |
| 모로코                | 1955년    | 11월 18일 | 프랑스 스페인                     |
| 모리셔스              | 1968년    | 3월 12일  | 영국                              |
| 모리타니              | 1960년    | 11월 28일 | 프랑스                            |
| 모잠비크              | 1975년    | 6월 25일  | 포르투갈                          |
| 몬테네그로            | 2006년    | 5월 21일  | 세르비아 몬테네그로               |
| 몰도바                | 1991년    | 8월 27일  | 소련                              |
| 몰디브                | 1965년    | 7월 26일  | 영국                              |
| 몰타                  | 1964년    | 9월 21일  | 영국                              |
| 몽골                  | 1911년    | 12월 29일 | 청나라                            |
| 미국                  | 1776년    | 7월 4일   | 그레이트브리튼 왕국               |
| 미얀마                | 1948년    | 1월 4일   | 영국                              |
| 미크로네시아 연방     | 1986년    | 11월 3일  | 미국                              |
| 바누아투              | 1980년    | 7월 30일  | 영국 프랑스                       |
| 바레인                | 1971년    | 12월 16일 | 영국                              |
| 바베이도스            | 1966년    | 11월 30일 | 영국                              |
| 바하마                | 1973년    | 7월 10일  | 영국                              |
| 방글라데시            | 1971년    | 3월 26일  | 파키스탄                          |
| 베냉                  | 1960년    | 8월 1일   | 프랑스                            |
| 베네수엘라            | 1811년    | 7월 5일   | 스페인 제국                       |
| 베트남                | 1945년    | 9월 2일   | 일본 제국 프랑스                  |
| 벨기에                | 1831년    | 7월 21일  | 네덜란드 연합왕국                 |
| 벨라루스              | 1944년    | 7월 3일   | 나치 독일                         |
| 벨리즈                | 1981년    | 9월 21일  | 영국                              |
| 보스니아 헤르체고비나 | 1992년    | 3월 1일   | 유고슬라비아                      |
| 보츠와나              | 1966년    | 9월 30일  | 영국                              |
| 볼리비아              | 1825년    | 8월 6일   | 스페인 제국                       |
| 부룬디                | 1962년    | 7월 1일   | 벨기에                            |
| 부르키나파소          | 1960년    | 8월 5일   | 프랑스                            |
| 북마케도니아          | 1991년    | 9월 8일   | 유고슬라비아                      |
| 불가리아              | 1908년    | 10월 5일  | 오스만 제국                       |
| 브라질                | 1822년    | 9월 7일   | 포르투갈 브라질 알가르브 연합왕국 |
| 브루나이              | 1984년    | 2월 23일  | 영국                              |
| 사모아                | 1962년    | 6월 1일   | 뉴질랜드                          |
| 상투메 프린시페       | 1975년    | 7월 12일  | 포르투갈                          |
| 세네갈                | 1960년    | 4월 4일   | 프랑스                            |
| 세르비아              | 1804년    | 2월 15일  | 오스만 제국                       |
| 세이셸                | 1976년    | 6월 29일  | 영국                              |
| 세인트루시아          | 1979년    | 2월 22일  | 영국                              |
| 세인트빈센트 그레나딘 | 1979년    | 10월 27일 | 영국                              |
| 세인트키츠 네비스     | 1983년    | 9월 19일  | 영국                              |
| 소말리아              | 1960년    | 7월 1일   | 이탈리아 영국                     |
| 솔로몬 제도           | 1978년    | 7월 7일   | 영국                              |
| 수단                  | 1956년    | 1월 1일   | 이집트 영국                       |
| 수리남                | 1975년    | 11월 25일 | 네덜란드                          |
| 스리랑카              | 1948년    | 2월 4일   | 영국                              |
| 슬로베니아            | 1990년    | 12월 26일 | 유고슬라비아                      |
| 시리아                | 1946년    | 4월 17일  | 프랑스                            |
| 시에라리온            | 1961년    | 4월 27일  | 영국                              |
| 싱가포르              | 1965년    | 8월 9일   | 말레이시아                        |
| 아랍에미리트          | 1971년    | 12월 2일  | 영국                              |
| 아르메니아            | 1991년    | 9월 21일  | 소련                              |
| 아르헨티나            | 1816년    | 7월 9일   | 스페인 제국                       |
| 아이슬란드            | 1944년    | 6월 17일  | 덴마크                            |
| 아이티                | 1804년    | 1월 1일   | 프랑스                            |
| 아일랜드              | 1916년    | 4월 24일  | 그레이트브리튼 아일랜드 연합왕국  |
| 아제르바이잔          | 1991년    | 10월 18일 | 소련                              |
| 아프가니스탄          | 1919년    | 8월 19일  | 영국                              |
| 알바니아              | 1912년    | 11월 28일 | 오스만 제국                       |
| 알제리                | 1962년    | 7월 5일   | 프랑스                            |
| 앙골라                | 1975년    | 11월 11일 | 포르투갈                          |
| 앤티가 바부다         | 1981년    | 11월 1일  | 영국                              |
| 에리트레아            | 1991년    | 5월 24일  | 에티오피아                        |
| 에스와티니            | 1968년    | 9월 6일   | 영국                              |
| 에스토니아            | 1918년    | 2월 24일  | 러시아 제국                       |
| 에콰도르              | 1809년    | 8월 10일  | 스페인 제국                       |
| 엘살바도르            | 1821년    | 9월 15일  | 스페인 제국                       |
| 예멘                  | 1967년    | 11월 30일 | 영국                              |
| 오만                  | 1650년    | 11월 18일 | 포르투갈                          |
| 온두라스              | 1821년    | 9월 15일  | 스페인 제국                       |
| 요르단                | 1946년    | 5월 25일  | 영국                              |
| 우간다                | 1962년    | 10월 9일  | 영국                              |
| 우루과이              | 1825년    | 8월 25일  | 리오데라플라타 연합주             |
| 우크라이나            | 1991년    | 8월 24일  | 소련                              |
| 우즈베키스탄          | 1991년    | 9월 1일   | 소련                              |
| 이라크                | 1932년    | 10월 3일  | 영국                              |
| 이스라엘              | 1948년    | Iyar 5    | 영국, MP                          |
| 인도                  | 1947년    | 8월 15일  | 영국                              |
| 인도네시아            | 1945년    | 8월 17일  | 네덜란드                          |
| 자메이카              | 1962년    | 8월 6일   | 영국                              |
| 잠비아                | 1964년    | 10월 24일 | 영국                              |
| 적도 기니             | 1968년    | 10월 12일 | 스페인                            |
| 조지아                | 1918년    | 5월 26일  | 러시아 제국                       |
| 중앙아프리카 공화국   | 1960년    | 8월 13일  | 프랑스                            |
| 지부티                | 1977년    | 6월 27일  | 프랑스                            |
| 짐바브웨              | 1980년    | 4월 18일  | 영국                              |
| 차드                  | 1960년    | 8월 11일  | 프랑스                            |
| 체코                  | 1918년    | 10월 28일 | 오스트리아-헝가리                 |
| 칠레                  | 1810년    | 9월 18일  | 스페인 제국                       |
| 카보베르데            | 1975년    | 7월 5일   | 포르투갈                          |
| 카자흐스탄            | 1991년    | 12월 16일 | 소련                              |
| 카타르                | 1971년    | 12월 18일 | 영국                              |
| 캄보디아              | 1953년    | 11월 9일  | 프랑스                            |
| 케냐                  | 1963년    | 12월 12일 | 영국                              |
| 코모로                | 1975년    | 7월 6일   | 프랑스                            |
| 코스타리카            | 1821년    | 9월 15일  | 스페인 제국                       |
| 코트디부아르          | 1960년    | 8월 7일   | 프랑스                            |
| 콩고 공화국           | 1960년    | 8월 15일  | 프랑스                            |
| 콩고 민주 공화국      | 1960년    | 6월 30일  | 벨기에                            |
| 콜롬비아              | 1810년    | 7월 20일  | 스페인 제국                       |
| 쿠바                  | 1868년    | 10월 10일 | 스페인 제국                       |
| 쿠웨이트              | 1961년    | 2월 25일  | 영국                              |
| 크로아티아            | 1990년    | 5월 30일  | 유고슬라비아                      |
| 키르기스스탄          | 1991년    | 8월 31일  | 소련                              |
| 키리바시              | 1979년    | 7월 12일  | 영국                              |
| 키프로스              | 1960년    | 10월 1일  | 영국                              |
| 타지키스탄            | 1991년    | 9월 9일   | 소련                              |
| 탄자니아              | 1961년    | 12월 9일  | 영국                              |
| 토고                  | 1960년    | 4월 27일  | 프랑스                            |
| 통가                  | 1970년    | 6월 4일   | 영국                              |
| 투르크메니스탄        | 1991년    | 9월 27일  | 소련                              |
| 투발루                | 1978년    | 10월 1일  | 영국                              |
| 튀니지                | 1956년    | 3월 20일  | 프랑스                            |
| 트리니다드 토바고     | 1962년    | 8월 31일  | 영국                              |
| 파나마                | 1821년    | 11월 28일 | 스페인 제국                       |
| 파나마                | 1903년    | 11월 3일  | 콜롬비아                          |
| 파라과이              | 1811년    | 5월 15일  | 스페인 제국                       |
| 파키스탄              | 1947년    | 8월 14일  | 영국                              |
| 파푸아뉴기니          | 1975년    | 9월 16일  | 오스트레일리아                    |
| 팔레스타인            | 1988년    | 11월 15일 | 이스라엘                          |
| 페루                  | 1821년    | 7월 28일  | 스페인 제국                       |
| 포르투갈              | 1640년    | 12월 1일  | 스페인 제국                       |
| 폴란드                | 1918년    | 11월 11일 | 러시아 제국 독일 제국             |
| 피지                  | 1970년    | 10월 10일 | 영국                              |
| 핀란드                | 1917년    | 12월 6일  | 러시아 제국                       |
| 필리핀                | 1898년    | 6월 12일  | 스페인 제국                       |

## 독립기념일이 없는 나라
다음 국가는 독립기념일이 없으며 식민지 피지배 후 독립 경험이 없는 국가이다.
- 네팔
- 덴마크
- 독일
- 러시아
- 룩셈부르크
- 리히텐슈타인
- 모나코
- 바티칸 시국
- 부탄
- 사우디아라비아
- 산마리노
- 서사하라
- 스웨덴
- 스페인
- 안도라
- 에티오피아
- 영국
- 이란
- 이탈리아
- 중국
- 태국
- 튀르키예
- 프랑스

## 독립했지만 기념일이 없는 나라
다음 국가는 독립했지만 그것을 기념일로 보고 있지 않은 국가이다. 또는 독립기념일이지만 별개의 기념일인 국가이다.
- 뉴질랜드
- 라오스
- 마셜 제도
- 스위스
- 슬로바키아
- 오스트레일리아
- 오스트리아
- 이집트
- 체코
- 카메룬
- 캐나다
- 팔라우
- 헝가리

## 같이 보기
- 국경일
- 공휴일